# 1,2-戊二醇
1,2-戊二醇是一种二醇，化学式 C5H12O2。

## 制备
1,2-戊二醇可以由糠醛直接催化氢化而成。它也可以由丁醛和聚甲醛反应而成。

## 性质
1,2-戊二醇是一种易燃、粘稠、无味的无色至淡黄色液体，与水混溶。

## 用处
1,2-戊二醇用于制造杀真菌剂。它还可以生产农用化学品，也是个人护理和化妆品的成分。它还用于各种清洁产品、空气处理产品、抛光剂、蜡混合物和印刷油墨。